# Xiphinema krugi
Xiphinema krugi är en rundmaskart som beskrevs av Lordello 1955. Xiphinema krugi ingår i släktet Xiphinema och familjen Longidoridae. Inga underarter finns listade i Catalogue of Life.